# Євгеньєва Анастасія Петрівна
Анастасія Петрівна Євгеньєва (10 (22) листопада 1899, Кострома, Російська імперія — 10 листопада 1985, Ленінград
, РРФСР, СРСР) — радянська лінгвістка. Докторка філологічних наук. Лауреатка премії імені О. С. Пушкіна (1974).

## Життєпис
Народилася 10 (22) листопада 1899 року в Костромі.
1926 року закінчила ЛДПІ імені О. І. Герцена, в період від 1938 до 1941 року там само пройшла аспірантуру.
Від 1950 року і до кінця життя працювала в інститутах Академії наук СРСР.
1951 року захистила докторську дисертацію.
Померла 10 листопада 1985 року в Ленінграді.

## Наукова діяльність
Поєднувала науково-дослідну роботу з педагогічною практикою, від середньої школи до зво.
Брала участь у діалектологічних експедиціях з вивчення говірок Архангельської, Новгородської, Псковської області.
Брала участь у редагуванні словників (Малий академічний словник: В 4 т. — М., 1957—1961; Словник синонімів української мови: У 2 т. — Л., 1970—1971).
Є засновником лінгвофольклористики (пор.: Нариси з російської мови усної поезії, у записах XVII—XX ст. — М.; Л., 1963, а також інші її роботи).
Зробила внесок у вивчення «Слова о полку Ігоревім» своїми спостереженнями за його мовою і стилем.

## Нагороди
- Премія імені О. С. Пушкіна (1974) — за роботу з підготовки двотомного «Словника синонімів російської мови» (том I, А — Н, Ленінград: Наука, 1970; том II, — Я, Ленінград: Наука, 1971)[2][3][4]